# Theley
Ne doit pas être confondu avec Theuley ou Tholey.
Theley (en Sarrois Theele) est un Ortsteil de la commune de Tholey en Sarre.

## Géographie

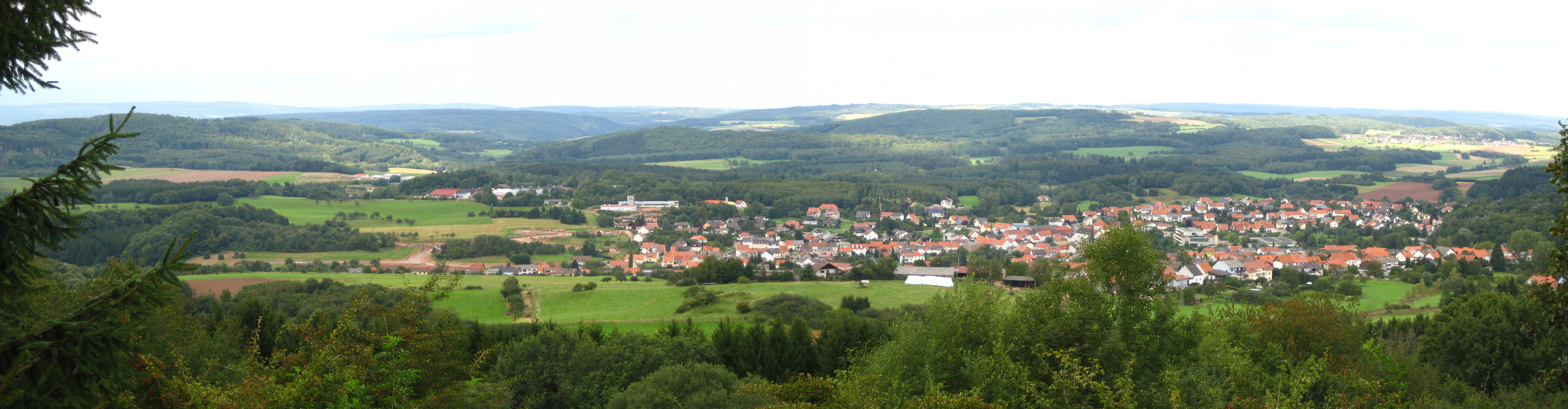
Vue panoramique de Theley en 2007.

## Histoire
Était anciennement une localité indépendante jusqu'en 1974.

## Lieux et monuments
- Hofgut und Landschaftspark Imsbach

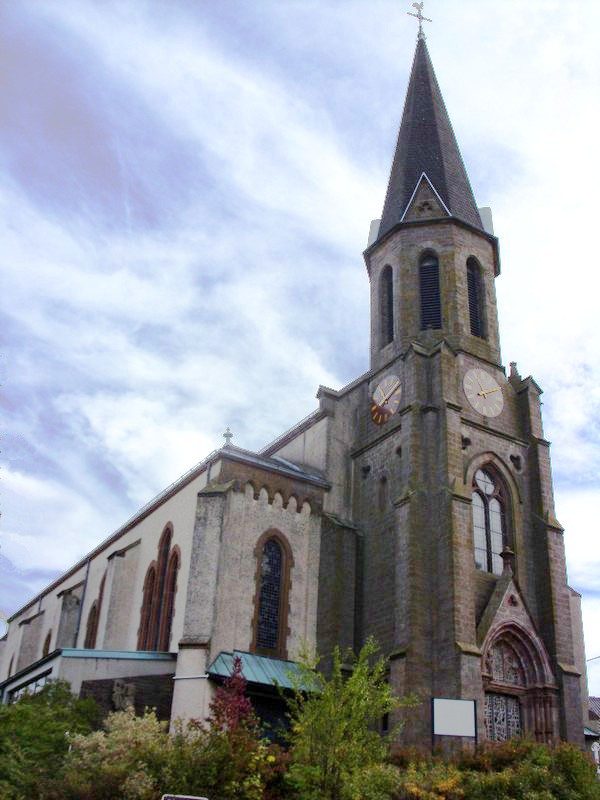
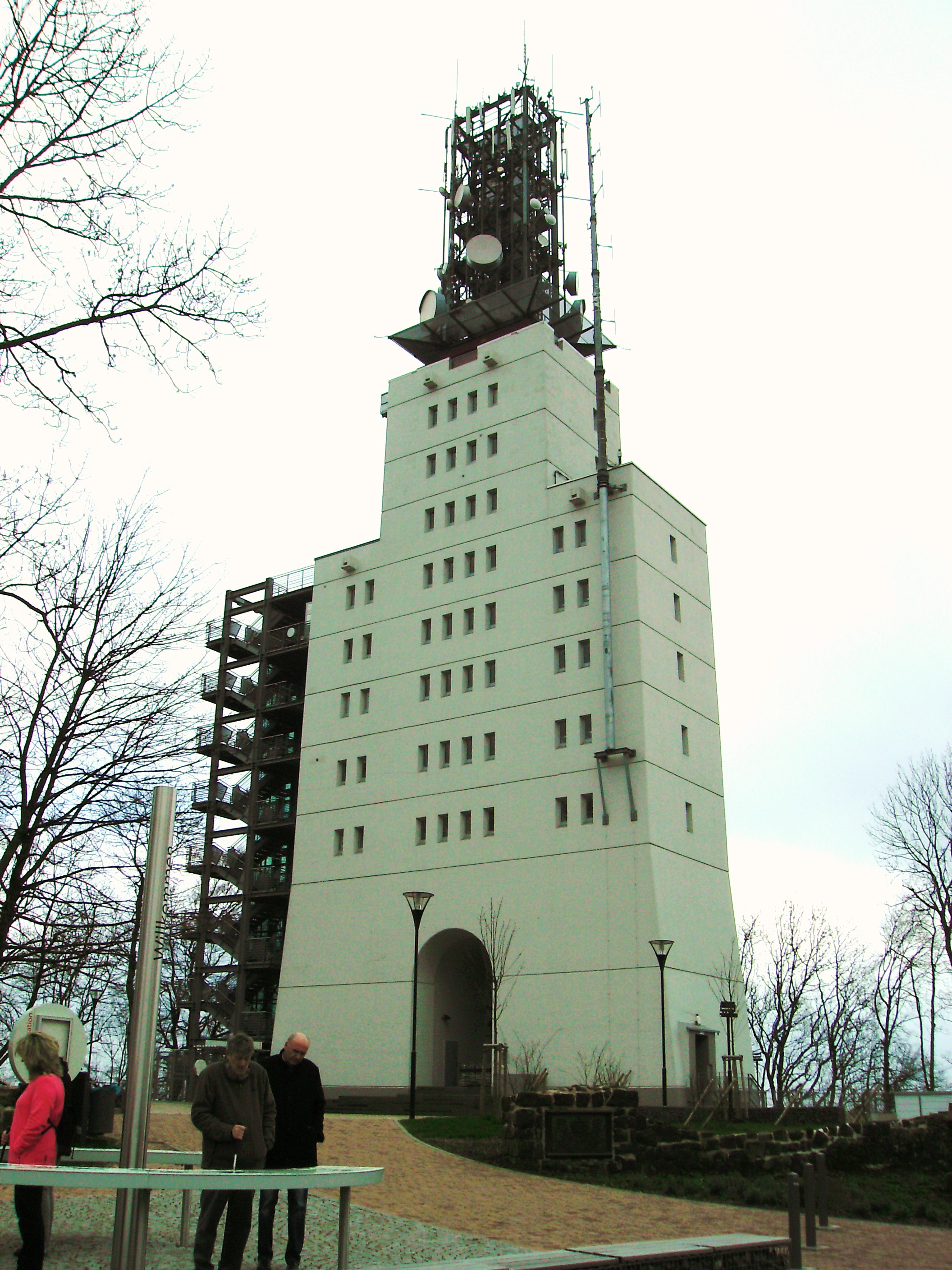

## Jumelages
Basse-Goulaine (France)